# マヌエル・ガルバン
マヌエル・ガルバン（Manuel Galbán、1931年1月14日 - 2011年7月7日）は、キューバのミュージシャン、ギタリスト。ロス・サフィーロスやブエナ・ビスタ・ソシアル・クラブでの活動で知られる。

## 来歴
少年時代からギター、ピアノ、ドラムスを演奏し、1944年には自身の兄弟と共に「Orquesta Villa Blanca」を結成した。1956年にハバナへ移住し、それからはラジオで多くの音楽に触れて、特にアメリカのギタリスト、デュアン・エディに傾倒していった。1962年から1972年には、ロス・サフィーロスの音楽監督、ギタリスト、ピアニストとして活動した。
1997年にはライ・クーダーとの出会いを果たし、ブエナ・ビスタ・ソシアル・クラブのツアー・メンバーとなるが、同年リリースのアルバム『ブエナ・ビスタ・ソシアル・クラブ』のレコーディングには参加していない。1999年公開のドキュメンタリー映画『ブエナ・ビスタ・ソシアル・クラブ』には、ノンクレジットで出演している。また、ブエナ・ビスタ・ソシアル・クラブで共演したイブライム・フェレールやオマーラ・ポルトゥオンドのツアー・ギタリストとしても活動した。
2003年にはライ・クーダーと連名のアルバム『マンボ・シヌエンド』を発表し、同作は第46回グラミー賞で最優秀ポップ・インストゥルメンタル・アルバム賞を受賞した。
2011年7月7日、ハバナの病院において80歳で死去。2012年6月には、遺作となったアルバム『Blue Cha Cha』が発売された。